# Liste der Biografien/Schned
Liste der Biografien |
Portal Biografien |
Personensuche
# |
A |
B |
C |
D |
E |
F |
G |
H |
I |
J |
K |
L |
M |
N |
O |
P |
Q |
R |
S |
T |
U |
V |
W |
X |
Y |
Z |
?
 
Sa |
Sb |
Sc |
Sd |
Se |
Sf |
Sg |
Sh |
Si |
Sj |
Sk |
Sl |
Sm |
Sn |
So |
Sp |
Sq |
Sr |
Ss |
St |
Su |
Sv |
Sw |
Sy |
Sz
 
Sca–Sce |
Sch |
Sci–Scz
 
Scha |
Schc |
Schd |
Sche |
Schg |
Schi |
Schj |
Schk |
Schl |
Schm |
Schn |
Scho |
Schp |
Schr |
Schs |
Scht |
Schu |
Schv |
Schw |
Schy
 
Schna |
Schne |
Schni |
Schno |
Schnu |
Schny
 
Schneb |
Schnec |
Schned |
Schnee |
Schneg |
Schneh |
Schnei |
Schnek |
Schnel |
Schnep |
Schner |
Schnet |
Schneu |
Schnew |
Schney |
Schnez
Die Liste der Biografien führt alle Personen auf, die in der deutschsprachigen Wikipedia einen Artikel haben. Dieses ist eine Teilliste mit 6 Einträgen von Personen, deren Namen mit den Buchstaben „Schned“ beginnt.

## Schned

### Schnede
- Schnedermann, Georg (1818–1881), deutscher Chemiker und Professor

### Schnedl
- Schnedl, Anton (* 1942), österreichischer Boxer
- Schnedl, Norbert (* 1960), österreichischer Gewerkschafter
- Schnedl, Sabrina (* 1992), österreichische Biathletin
- Schnedlitz, Michael (* 1984), österreichischer Politiker (FPÖ), Landtagsabgeordneter, NationalratsabgeordneterMichael Schnedlitz (* 1984)

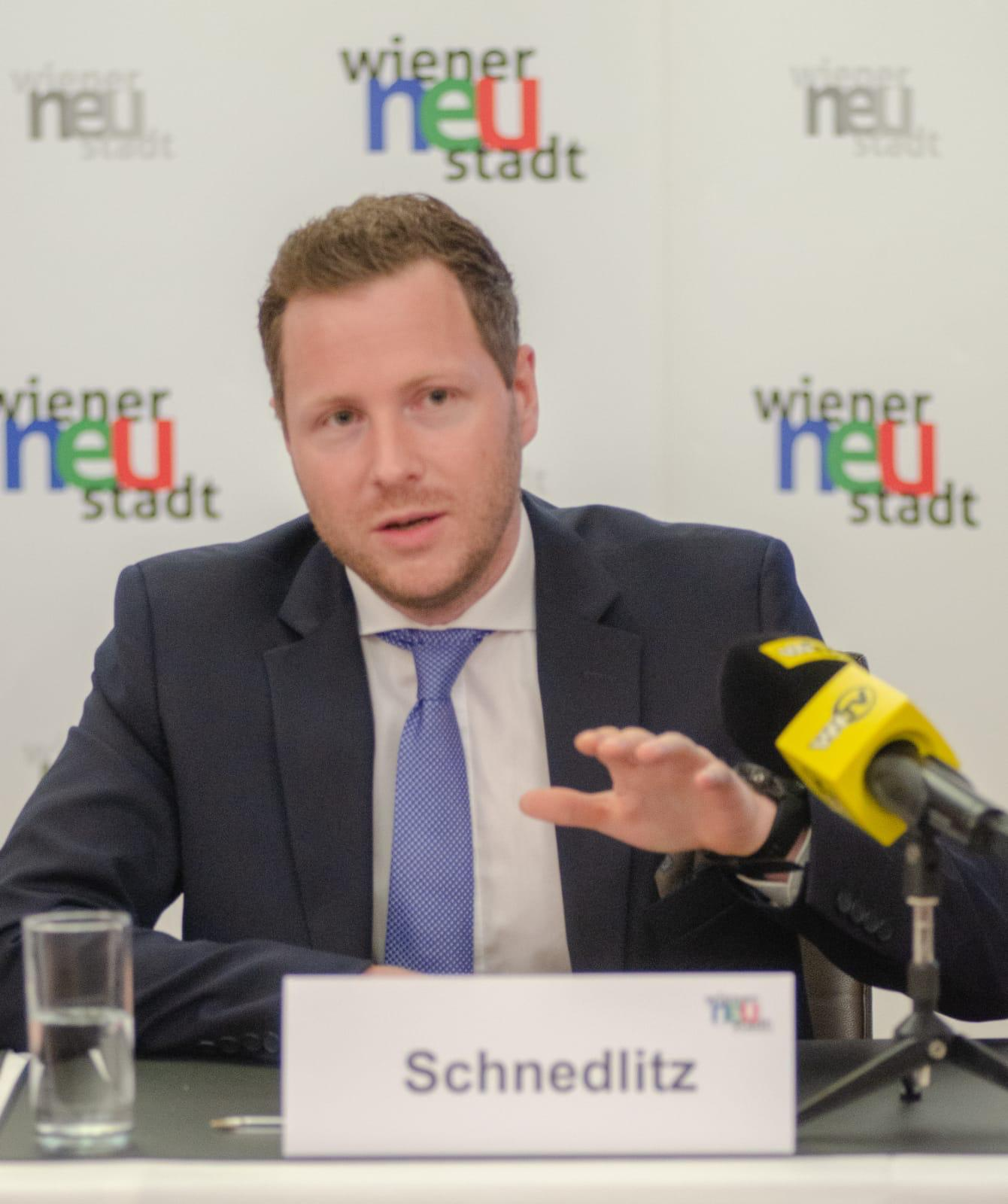
Michael Schnedlitz (* 1984)

- Schnedlitz, Peter (* 1954), Universitätsprofessor für Handel an der Wirtschaftsuniversität Wien